# Fousseiny Tangara
Fousseiny Tangara (* 12. Juni 1978 in Bamako) ist ein ehemaliger malischer Fußballspieler. Der Torwart war mit der Malischen Fußballnationalmannschaft bei den Olympischen Sommerspielen 2004 in Athen.

## Leben

### Jugend
Tangara wurde in Bamako geboren. Als er sechs Monate alt war, zogen seine Eltern nach Vanves, Hauts-de-Seine, Frankreich. Er besitzt sowohl die malische als auch die französische Staatsbürgerschaft.

### Sport
Er begann seine Karriere als Fußballspieler bei den unterklassigen Vereinen FC Versailles 78, FC Les Lilas und FC Mantes, bevor er in die Ligue 2 aufstieg und bei SC Amiens spielte.
Er war 2004 Mitglied der malischen Fußballnationalmannschaft bei den Olympischen Sommerspielen. Das Team kam ins Viertelfinale, verlor aber gegen Italien und kam so auf Rang 5. Er selbst kam jedoch nicht zum Einsatz.